# چرخندهای گلاب و شاهین
چرخندهای گلاب و شاهین یک چرخند حاره‌ای فعال بر فراز خلیج فارس بود که عمان، امارات و ایران را درنوردید. این طوفان حاره‌ای ابتدا اودیشا، آندرا پرادش و بنگال غربی در هند را تحت تأثیر قرار داد. این سومین توفان گرمسیری و سومین توفان نامگذاری شده در فصل گردباد اقیانوس هند در سال ۲۰۲۱ و همچنین چهارمین توفان نامگذاری شده در آن فصل است. ریشه‌های طوفان را می‌توان در منطقه کم فشار واقع در بالای خلیج بنگال در ۲۴ سپتامبر ۲۰۲۱ ردیابی کرد. این سامانه به سرعت شکل گرفت و اداره هواشناسی هند (IMD) در همان روز سامانه را به عنوان یک سامانهٔ کم‌فشار طبقه‌بندی کرد. روز بعد، سامانه به طوفان سیکلونیک تبدیل شد و IMD نام گلاب را برای آن تعیین کرد. در ۲۶ سپتامبر، گلاب وارد خشکی در هند شد که باعث تضعیف آن گشت، سپس در ۲۸ سپتامبر به کمترین شدت خود رسید. حرکت سامانه به سمت غرب ادامه پیدا کرد و در ۲۹ سپتامبر به دریای عرب وارد شد و در آغاز روز بعد به حالت سامانه کم فشار درآمد. در آغاز ۱ اکتبر، سامانه به توفان سیکلونیک تبدیل شد و IMD نام توفان را شاهین گذاشت.
نام گلاب، که توسط پاکستان پیشنهاد شده‌است، در اردو/هندی به معنی گل رز است. نام شاهین، ارائه‌شده توسط قطر، شاهین در پارسی یعنی منسوب به «شاه» یا به گفته دیگر «شاهانه»، چنین ترکیبی را در واژگان همسان دیگر همچون آهنین (منسوب به آهن)، آتشین (منسوب به آتش)، سنگین (منسوب به سنگ) و رنگین (منسوب به رنگ) می‌بینیم.

## تلفات و خسارات
در این توفند دست‌کم ۳۹ نفر کشته شدند. خسارات ناشی از آب گسترده و باد بسیاری از خطوط برق را قطع کرد که منجر به اختلال در ارتباطات با خارج از کشور شد. صدها جاده در هند به دلیل طوفان بسته شد. عمان در طی طوفان شاهد بارش شدید باران بود و سیل ناشی از این توفند مشکلات بسیاری را در مناطق گسترده‌ای از فهرست استان‌های عمان در شمال شرقی این کشور ایجاد کرد. مسقط مرکز کشور عمان شاهد سیل شدید و غرق شدن ماشین‌ها و دیگر اجسام بود. دیگر کشورهای همسایه در جهان عرب نیز به دلیل رطوبت بالای ناشی از توفند گلاب-شاهین با کمی بارندگی مواجه شدند.